# Utrenja

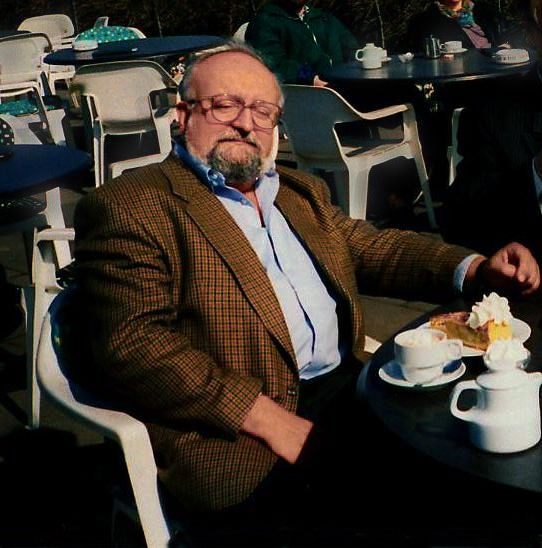
Le compositeur polonais Krzysztof Penderecki.

Utrenja est une œuvre d'inspiration religieuse pour voix, chœur et orchestre écrite en 1970-1971 par le compositeur polonais Krzysztof Penderecki.
Ses deux parties ont été écrites séparément, sur deux commandes successives de l'orchestre de la radio Ouest-allemande. La première partie est créée le 8 avril 1970 par l'orchestre dédicataire sous la direction de Andrzej Markowski et la seconde le 28 mai 1971. La création polonaise est contemporaine de la grève des chantiers navals de Gdańsk. La première partie est également dédiée au chef d'orchestre Eugene Ormandy.
Utrenja provient de textes liturgiques, écrits en langue orthodoxe ancienne, et traités librement par Penderecki. Leur emploi n'a rien à voir avec leur fonction liturgique traditionnelle. Penderecki s'est surtout intéressé au résultat sonore d'un mélange de la musique du vieux slabon (qui est la langue liturgique orthodoxe) avec la sonorité des phrases musicales.
Le texte de la cérémonie liturgique comporte cinq parties : 
1. Tropar : passage chanté par le prêtre pendant le moment de la messe qui symbolise la mort du Christ, avant la transsubstantiation. Il est chanté au soir du Vendredi Saint et plusieurs fois le matin du Samedi Saint.
2. Wieliczanije : de l'ancien slavon orthodoxe "les louanges", se chante le Samedi Saint.
3. Irmos : le nom provient du grec (eiro, lier). Partie de l'office contenant neuf chants, qui décrivent les aspects dogmatiques de la cérémonie.
4. Nie Rydaj Mienie, Mati : irmos du neuvième chant du canon, consacré à la Mère de Dieu.
5. Stichira : chant des vêpres du Vendredi Saint, chanté pendant que le prêtre enlève le linceul de l'autel et le place au milieu de l'église. On appelle "stichira" les chants qui expriment les dogmes du Nouveau Testament et qui sont adjoints aux psaumes prophétiques. Après ce chant, un dernier est consacré à Joseph.

Penderecki ne fait en définitive que peu de références au texte liturgique original. Un fragment authentique est la tournure de louanges a cappella « Wieliczaju stratsi Twoja », placée au début de « Stichira » dans la seconde partie. 
L'œuvre de Penderecki se compose de deux parties et la durée d'exécution est d'un peu plus d'une heure.
- Première partie : Zlozenie Chrystusa do grobu (La mise au tombeau)
  - Troparion
  - Piesni pochwalne (chant de prière)
  - Irmos
  - Kanon Wielkiej Soboty, Piesn 9 (canon du samedi saint, chant 9)
  - Irmologion
- Seconde partie : Zmartwychwstanie Panskie (La résurrection du Christ)
  - Ewangelia
  - Stichira
  - Psalm z Troparionem
  - Kanon Paschy, Piesny 1, 3
  - Kanon Paschy, Pien 8
  - Kontakion
  - Ikos
  - Kanon Paschy, Fragmenty

Le début de la seconde partie, Ewangelia, fait partie de l'une des musiques du film Shining de Stanley Kubrick en 1980.